# Kroktjärnen (Anundsjö socken, Ångermanland, 707123-159924)
Kroktjärnen är en sjö i Örnsköldsviks kommun i Ångermanland och ingår i Moälvens huvudavrinningsområde.